# Ermitagaña
Ermitagaña är en stadsdel i Pamplona i Spanien.   Den ligger i provinsen och regionen Navarra, i den nordöstra delen av landet, 300 km nordost om huvudstaden Madrid. Antalet invånare är 17 163.